# Gug Dżalu
Gug Dżalu – wieś w Iranie, w ostanie Azerbejdżan Zachodni, w szahrestanie Mijandoab. W 2006 roku liczyła 1000 mieszkańców.